# 李孙宸
李孙宸（1576年—1634年），字代玄，一字伯襄，號小灣，广东香山（今中山市）小榄人，明朝政治人物，進士出身。

## 生平
李孙宸生于明万历四年（1576年）。其家族為小榄望族。万历四十一年（1613年）登癸丑科进士，選翰林院庶吉士。泰昌元年（1620年）掌内书堂，晋詹事府春坊左庶子。天启五年（1625年）进南京國子監祭酒。次年晋侍读学士，教习庶吉士，晋南京礼部右侍郎，摄礼、户两部尚书事。天启六年（1626年）为了抵抗清军入侵，被任命为南京兵部左右侍郎。崇祯初年（1628年）晋礼部侍郎，掌翰林院察典。崇祯三年（1630年）回礼部视事，晋南京礼部尚书。崇祯六年（1633年）三上疏乞退归隐，奉旨慰留。崇祯七年（1634年）八月病故于任，终年五十五岁。

## 著作
著有《建霞楼集》十七卷。其所撰之《两榄风景地势图说》文，对当时他的家乡小榄有“五松六路三丫水，洞梅花十二桥，岁岁菊花看不尽，诗坛酌酒赏花村”的赞美之句。